# Jan Jirásek (četník)
Jan Jirásek (10. května 1905 Netvořice – 8. července 1943 Praha, Kobyliská střelnice) sloužil za Protektorátu Čechy a Morava v řadách protektorátního četnictva v hodnosti štábního strážmistra četnictva. Během německé okupace Čech a Moravy za druhé světové války se zapojil do protinacistického odboje. Po prozrazení byl zatčen a nacisty ve svých 38 letech exemplárně popraven na střelnici v pražských Kobylisích.

## Život
Jan Jirásek se narodil 10. května 1905 v Netvořicích u Benešova u Prahy.
Již v prvních měsících po 15. březnu 1939 zahájilo na Táborsku svoji aktivitu hned několik ilegálních odbojových protiněmeckých organizací, mezi něž patřila především Obrana národa (On) tvořená bývalými deaktivovanými důstojníky prvorepublikové československé armády. Táborská odnož Obrany národa udržovala kontakty s Pískem, Budějovicemi i Prahou, získávala vojensky a politicky důležité informace, které pak byly z pražského centra ON předávány ilegálními vysílačkami (nebo kurýrní cestou) do Anglie. Další činností ON pak bylo rozšiřování ilegálních tiskovin a shromažďování zbraní pro budoucí ozbrojený boj s německými okupanty. V únoru 1940 byla činnost ON odhalena a bylo zatčeno mnoho jejich členů (plukovník Cyril Method Pazdera (1896–1942), major Szafrán, kapitán Novotný, major Pertl; Robert Mixa, ...).
V rámci této vlny zatýkání odbojářů (při likvidaci ilegálního Krajského národně revolučního výboru v Borotíně) byl v únoru 1943 zatčen člen KNRV, komunistický odboj, št.strážm. Jan Jírásek z ČS Tábor, zařazen jako řidič. Po zostřených výsleších a věznění následoval soud s verdiktem: trest smrti. Exekuce byla vykonána ve čtvrtek 8. července 1943 v podvečer na kobyliské střelnici v Praze.
Společně s ním byli tamtéž ve čtvrtek 8. července 1943 v 18.12 hodin zastřeleni další tři protektorátní četníci, kterými byli:
- štábní strážmistr četnictva František Rajmon (* 25. 10. 1892 Libáň) ve věku 50 let z Náchodska;
- strážmistr četnictva František Famfulík (* 30. 1. 1910 Horní Újezd – Vidlatá Seč) ve věku 33 let ze Záboří a
- zástupce velitele četnické stanice ve Stránčicích praporčík četnictva Josef Bojas (* 25. 3. 1901 Plzeň) ve věku 42 let z Českobudějovicka.

Popravu povinně muselo sledovat na 150 příslušníků protektorátní policie a četnictva.

Protektorátní četníci popravení společně s Janem Jiráskem
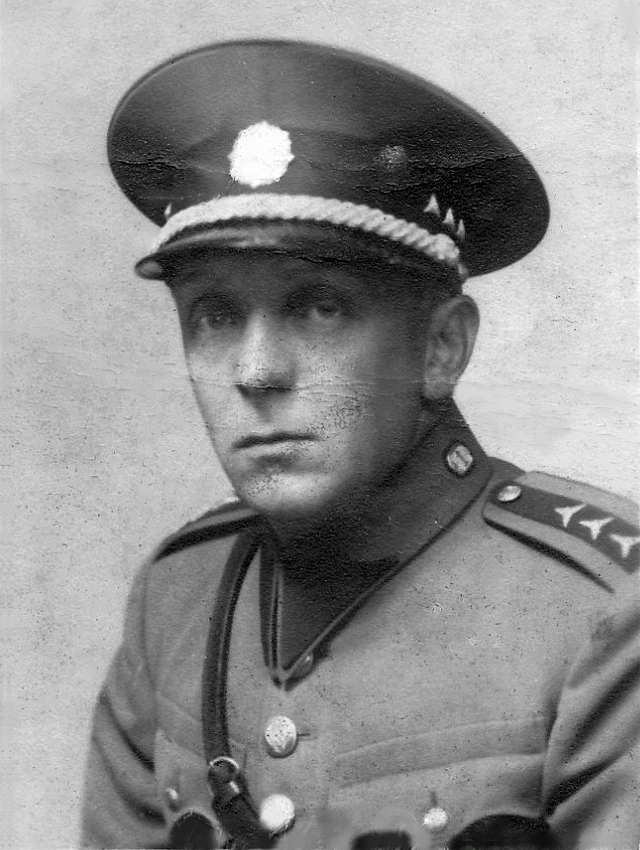
Josef Bojas
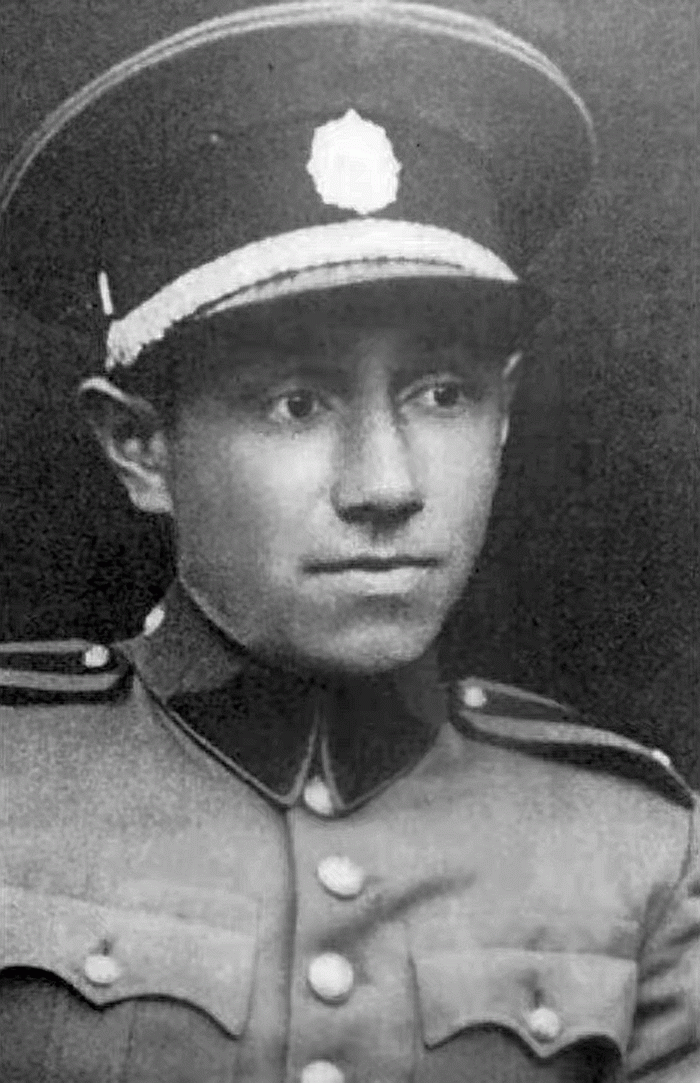
František Famfulík
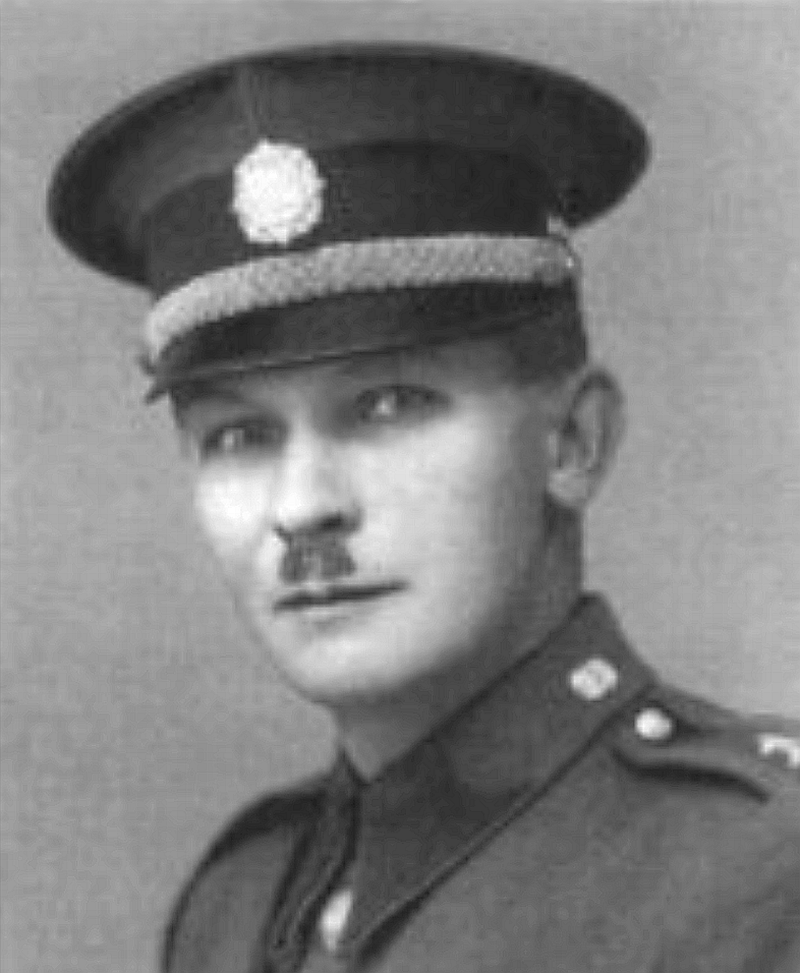
František Rajmon

### Poprava
Popravu pojala branná a civilní německá moc jako demonstraci svojí protektorátní síly. (Popravu měl na starosti státní tajemník Úřadu říšského protektora K. H. Frank a SS-Gruppenführer a generál pořádkové policie Paul Riege.) Cílem veřejně přístupné exekuce 8. července 1943 na střelnici v pražských Kobylisích mělo být psychologické oslabení touhy po odboji především v řadách protektorátních četníků. Jako publikum bylo dle rozkazu na popravišti přítomno 30 důstojníků četnictva a 120 řadových četníků. Všem odsouzeným byly (jako akt ponížení) před popravou strhány distinkce jejich hodností. Všichni odsouzení odmítli zavázání očí páskou a svorně zvolali: „Smrti se jako vojáci nebojíme, dokážeme se jí dívat do očí.“ V poutech byli odsouzení přivedeni k popravčím kůlům, kde jim byl přečten rozsudek, ve kterém byla jejich česká jména vyřčena v poněmčené verzi. Proti tomu se odsouzení ohradili výroky: „Nejsme Franz a Johan, ale František a Jan.“ Plánovaný průběh popravy se Němcům nepodařilo naplnit. Měli připravený projev, v němž se celou situaci snažili ozřejmit a zastrašit případné další odbojáře. Projev statečnosti odsouzených ale Němce zjevně zaskočil a velicí důstojník musel urychleně přistoupit k vydání povelu ke střelbě. Děj popravy většina ze 150 přihlížejících příslušníků protektorátní policie a četnictva povinně sledovala, ale většina jen s odvrácenou tváří.
Prostor kobyliské střelnice však byl znovu použit pro „zvláštní úkoly“ i v dalším roce. Na základě rozhodnutí H. Himmlera a K. H. Franka zde byla vykonána veřejná poprava čtyř českých protektorátních četníků pro výstrahu ostatním. Ve čtvrtek 8. července 1943 tak použila nacistická okupační moc novou formu teroru – veřejnou popravu, která měla opět zastrašit rostoucí odbojové hnutí a zabránit rozkladu protektorátního četnictva a policie. Popravčí četu tvořili sice příslušníci německé Schutzpolizei, diváky z donucení mělo však tvořit 30 důstojníků a 120 příslušníků protektorátního četnictva a policie. Krátce před šestou hodinou odpoledne sem byli převezeni z cely smrti II/A pankrácké věznice odsouzení četníci. V pankrácké knize popravených jsou zapsáni pod následujícími čísly: 89. František Rajmon; 90. František Famfulík; 91. Josef Bojas; 92. Jan Jirásek (* 10. 5. 1905 Netvořice u Benešova u Prahy)
Jindřich Marek, O popravě na Kobyliské střelnici 8. července 1943, 
Po zatčení a výše uvedených úkonech na gestapu jsou všichni na doporučení pražského gestapa, převezeni do Berlína, kasáren SS Leibstandarte Adolf Hitler, Lichterferde ( dnes 6. polic. okrsek). 

„Strůjci“ veřejné exekuce protektorátních četníků na kobyliské střelnici v Praze
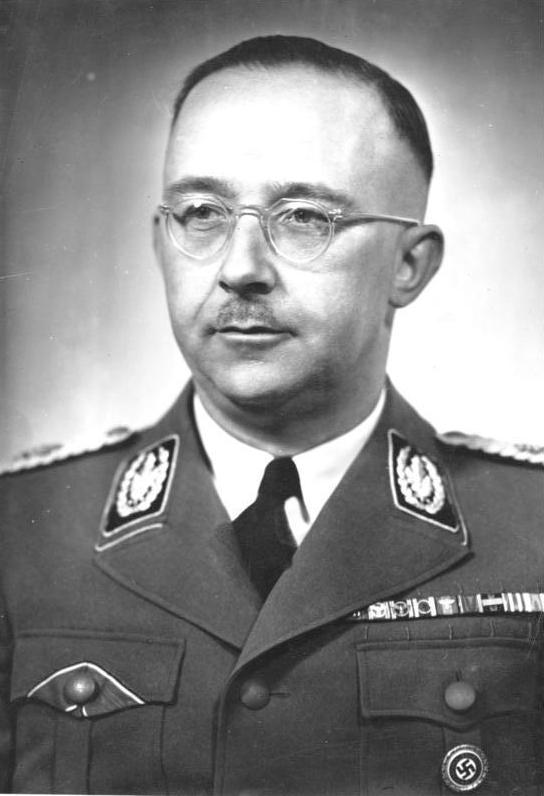
Heinrich Himmler
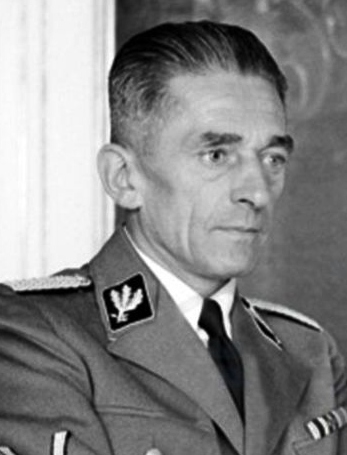
Karl Hermann Frank
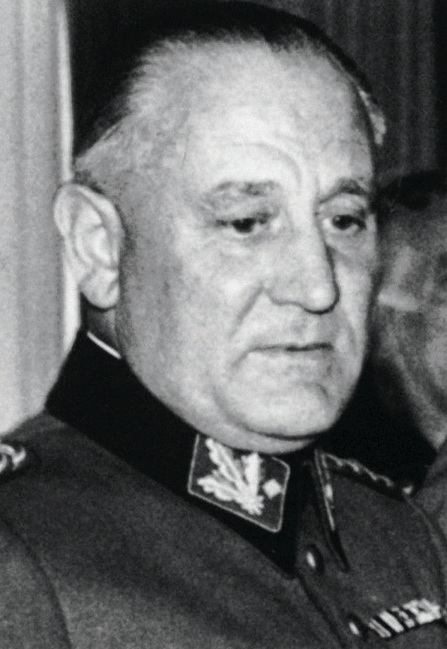
Paul Riege

## Připomínky

### Pamětní deska na kobyliské střelnici
Jeho jméno je uvedeno na jedné z 36 pamětních mosazných desek v areálu památníku (národní kulturní památky) kobyliské střelnice. Spolu s ním jsou zde uvedena jména dalších protektorátních četníků (Josef Bojas, František Famfulík, František Rajmon), kteří byli na střelnici popraveni 8. července 1943.

### Památník na Olšanských hřbitovech
Jeho jméno je uvedeno na Památníku příslušníkům policie a četnictva, kteří položili své životy při obraně vlasti v letech 1938 až 1945. Památník je vzpomínkou na četníky a policisty v uniformě kteří přišli o život při výkonu své práce (v předválečné době, v československém příhraničí, v protiněmeckém odboji, při osvobozování na konci druhé světové války) nebo se stali oběťmi záměrné likvidace v nacistických koncentračních táborech. Výrobu památníku zadalo Policejní prezidium České republiky. Muzeum Policie České republiky a Správa pražských hřbitovů rozhodli začátkem roku 2014 o umístění památníku na vojenském pohřebišti Olšanských hřbitovů v Praze. Uměleckou myšlenku památníku ztvárnil sochař MgA. Jiří Kašpar (* 20. ledna 1977, Praha). Památník byl dokončen 26. října 2015 a dne 5. listopadu 2015 byl slavnostně odhalen.

### Pamětní deska v Táboře
V Palackého ulici na fasádě domu číslo popisné 350 v jihočeském Táboře byla 8. července 2025 odhalena za účasti zástupců města a policie pamětní deska věnovaná protektorátnímu četníkovi Janu Jiráskovi. V domě sídlila za protektorátu četnická stanice, nyní (rok 2025) se zde nachází lékárna. Jan Jirásek zároveň obdržel in memoriam čestnou medaili Policie ČR. Na desce je následující text: „štábní strážmistr / Jan Jirásek / poručík in memoriam / * 10.5. 1905 Netvořice, okres Benešov u Prahy / + 8.7. 1943 Praha–Kobylisy–popraven v 18:12 hodin // V této budově sloužil štábní strážmistr Jan Jirásek, / účastník protinacistického odboje v letech 1939–1943 / Zatčen táborským gestapem 3. 2. 1943 / odsouzen v Berlíně 5.7. 1943 k trestu smrti / a navždy zbaven práv a cti. /  Byl vedřejně popraven / s dalšími třemi příslušníky četnictva.“

## Fotogalerie

Připomínky Jana Jiráska
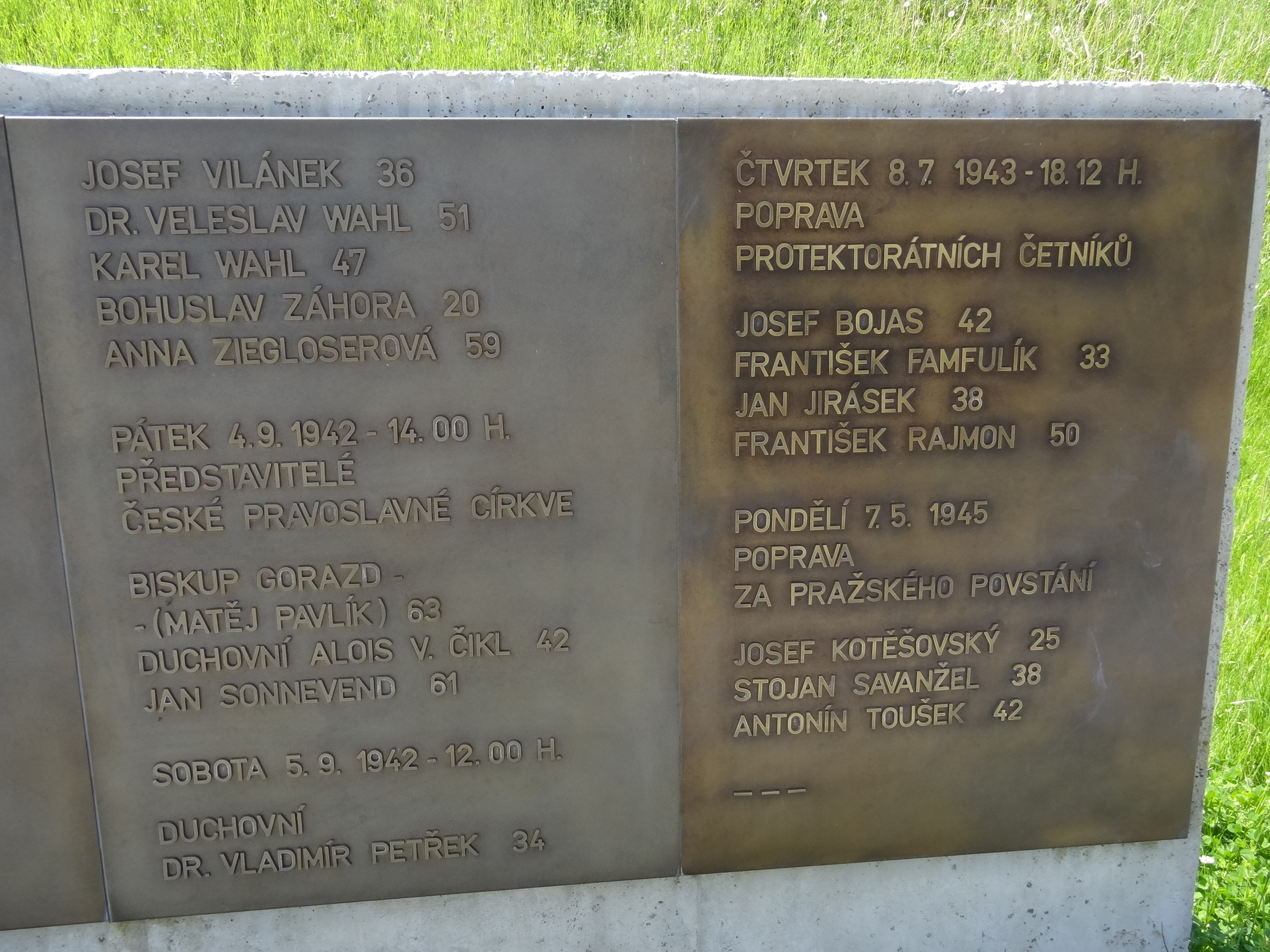
Poslední pamětní deska na kobyliské střelnici (na pravé straně fotografie) nese jména zastřelených protektorátních četníků
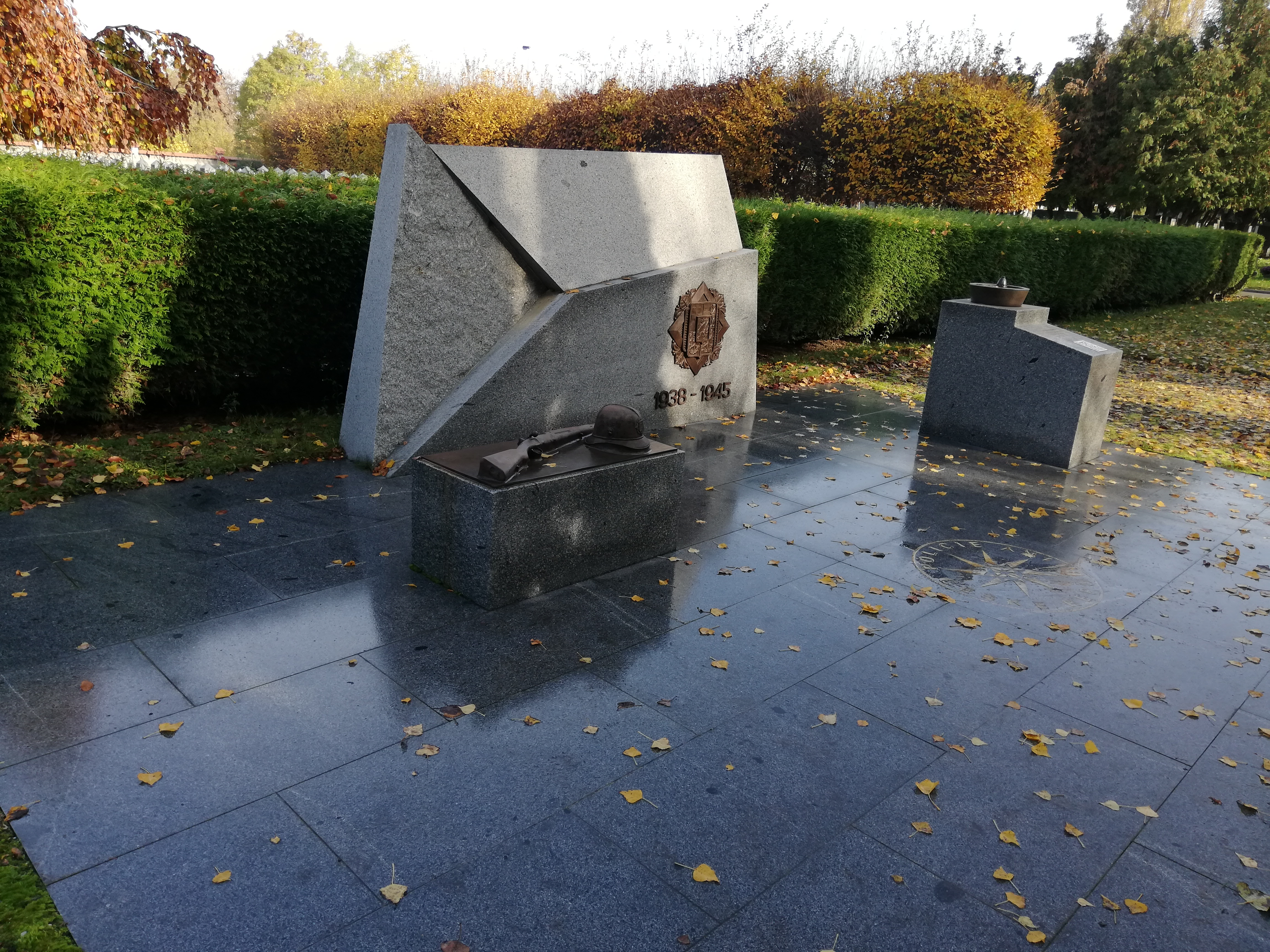
Památník příslušníkům policie a četnictva
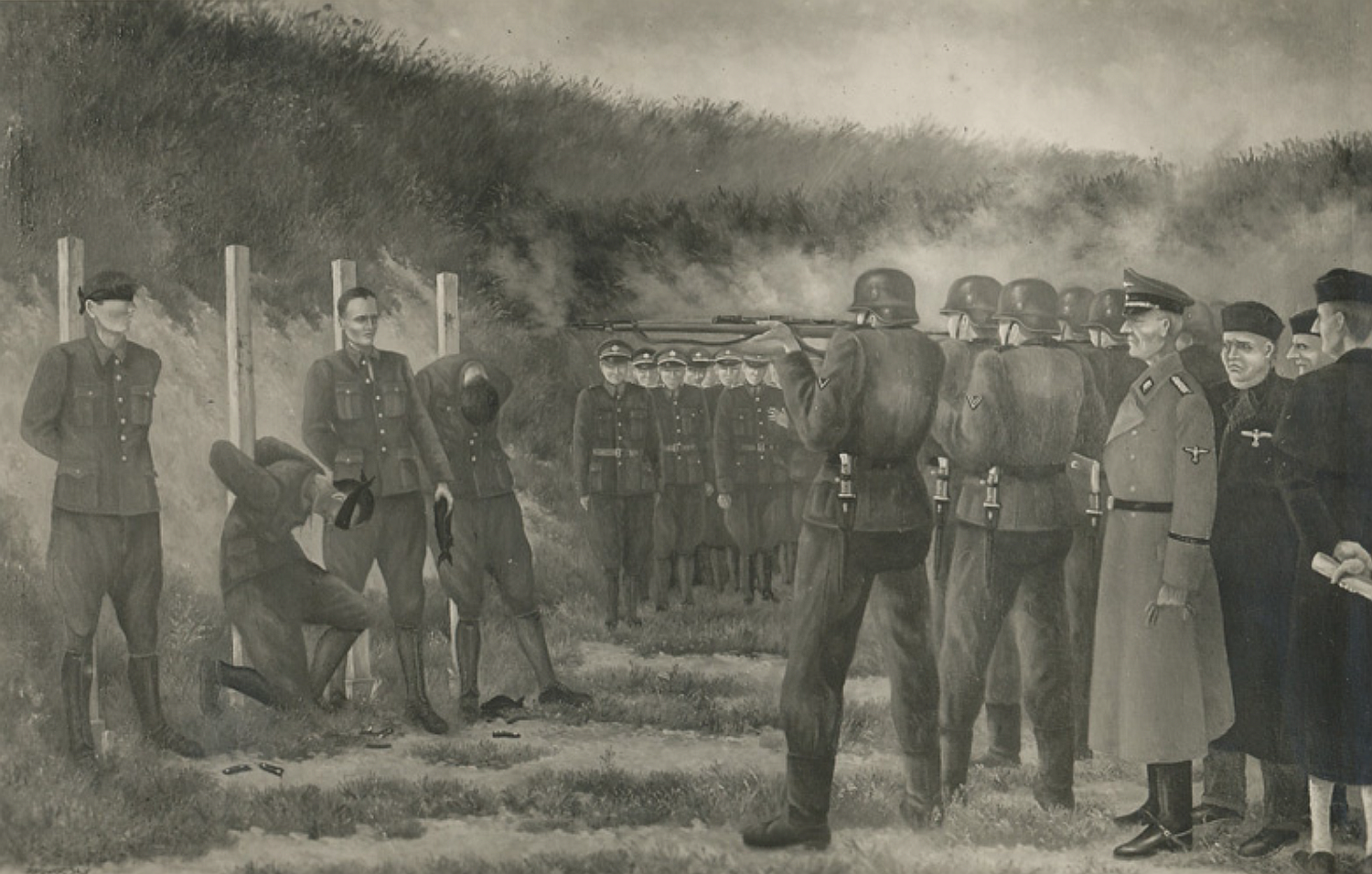
Obraz popravy čtyř protektorátních četníků na kobyliské střelnici v roce 1943